# Carl-Gideon von Claer
Carl-Gideon Rudolf Viktor von Claer (* 26. Juli 1912 in Bendorf; † 14. Januar 1996 in Hamburg) war ein deutscher Offizier und Redakteur des Magazins Der Spiegel.

## Leben
Von Claer begann seine militärische Karriere bei der Kavallerie und wechselte 1935 in ein Kradschützenbataillon. In der Wehrmacht wurde er als Oberstleutnant i. G. Erster Generalstabsoffizier der Panzergrenadierdivision Großdeutschland. 1947 übernahm er für die französischen Streitkräfte Aufklärungsdienste hinsichtlich der Sowjetarmee und der Polizeieinheiten der Sowjetischen Besatzungszone. Bereits im Amt Blank verfasste er Denkschriften zu Atomwaffen. Später in die Bundeswehr übernommen, wurde er als erster Offizier der Bundeswehr auf einem amerikanischen Generalstabslehrgang in Atomkriegführung am Command and General Staff College der US-Army in Fort Leavenworth unterwiesen. An der Führungsakademie der Bundeswehr leitete er Lehrgänge über die Anwendung atomarer Waffen für Generale und Stabsoffiziere. Seine Spitznamen lauteten Atom-Claer oder Atom-Baron. Sein letzter Dienstgrad war Oberst i. G. Bei den Schwabinger Krawallen 1962 wurde er bei einem Verkehrsunfall verletzt und daraufhin 1964 mit 52 Jahren wegen Dienstunfähigkeit in den Ruhestand versetzt.
Ab 1964 arbeitete er beim Spiegel als Militärkorrespondent. Unter anderem kritisierte er adlige Seilschaften in der Bundeswehr (Das Monokel der Armee; 1967).